# Juan Ignacio Sánchez
Juan Ignacio „Pepe“ Sánchez Brown (* 8. Mai 1977 in Bahía Blanca, Buenos Aires) ist ein argentinischer Basketballspieler. Der 1,93 m große Point Guard war zusammen mit Rubén Wolkowyski der erste Argentinier in der NBA und wurde 2004 mit der Nationalmannschaft Olympiasieger.

## Karriere
Nachdem Sánchez zwei Jahre in Argentinien für Deportivo Roca und Estudiantes de Bahía Blanca aktiv gewesen war, wechselte er 1996 in die NCAA zur Mannschaft der Temple University. Anschließend unterschrieb er als erster Argentinier einen Vertrag in der NBA, bei den Philadelphia 76ers und den Atlanta Hawks kam er jedoch nur wenig zum Einsatz. Daher war Sánchez in der Folgesaison für Panathinaikos Athen aktiv, wo er die Euroleague gewann. Daraufhin versuchte er es ein weiteres Mal in der NBA, doch kam er in der Saison 2002/03 zu insgesamt nur neun Einsätzen für die Detroit Pistons, die Golden State Warriors setzten ihn kein einziges Mal in der Liga ein. Sánchez kehrte nach Europa zurück und ist seit 2003 in Spanien aktiv. Nach einem Jahr bei Etosa Alicante unterschrieb er bei Unicaja Málaga, wo er drei Jahre blieb und 2005 den spanischen Pokal sowie im folgenden Jahr die Meisterschaft gewann. Anschließend wechselte Sánchez zum FC Barcelona sowie nach einer Saison zu Real Madrid. Schließlich kehrte er nach Argentinien zurück, wo er kurzzeitig für Obras Sanitarias sowie bis 2013 erneut für Estudiantes de Bahía Blanca spielte.
Mit der argentinischen Nationalmannschaft erreichte Sánchez das Finale der Weltmeisterschaft 2002 sowie das Halbfinale der Weltmeisterschaft 2006. Seinen größten Erfolg feierte er mit dem Olympiasieg 2004, für die Spiele 2008 stand er jedoch nicht mehr zur Verfügung. 